# Softball aux Jeux olympiques
Le softball est entré au programme lors des Jeux olympiques d'été de 1996 à Atlanta comme discipline féminine uniquement. Il a disparu du programme olympique après ceux de 2008. En effet, lors de la 117e session du Comité international olympique, réunie à Singapour,  le softball a été exclu de la liste des sports olympiques à compter de 2012, au même titre que le baseball. Il est réintégré en 2020.
Les épreuves sont ouvertes aux équipes féminines seulement.

## Palmarès
| Année | Or         | Argent     | Bronze    |
| 1996  | États-Unis | Chine      | Australie |
| 2000  | États-Unis | Japon      | Australie |
| 2004  | États-Unis | Australie  | Japon     |
| 2008  | Japon      | États-Unis | Australie |
| 2020  | Japon      | États-Unis | Canada    |

## Tableau des médailles
Le tableau ci-dessous présente le bilan, par nations, des médailles obtenues en softball lors des Jeux olympiques d'été, de 1996 à 2020. Le rang est obtenu par le décompte des médailles d'or, puis en cas d'ex æquo, des médailles d'argent, puis de bronze.
Après les Jeux de 2008, les États-Unis sont le pays ayant remporté le plus grand nombre de médailles olympiques en softball, avec cinq médailles dont trois en or. Le Japon arrive en seconde position avec deux médailles d'or remportées, suivie de l'Australie avec quatre médailles mais aucune d'or.
| Rang  | Nation     | Or | Argent | Bronze | Total |
| ----- | ---------- | -- | ------ | ------ | ----- |
| 1     | États-Unis | 3  | 2      | 0      | 5     |
| 2     | Japon      | 2  | 1      | 1      | 4     |
| 3     | Australie  | 0  | 1      | 3      | 4     |
| 4     | Chine      | 0  | 1      | 0      | 1     |
| 5     | Canada     | 0  | 0      | 1      | 1     |
| Total | Total      | 5  | 5      | 5      | 15    |